# 竹井澹如
竹井 澹如（たけい たんじょ、天保10年12月3日（1840年1月7日） - 大正元年（1912年）8月7日）は、上野国甘楽郡羽沢村（現在の群馬県甘楽郡南牧村）出身の政治家。通称「万平」。

## 略歴
天保10年（1839年）に羽沢村の豪族、市川五部兵衛の六男として生まれる。嘉永5年（1852年）14歳の時に江戸に出て、藤森弘庵の塾で学問を修め、斎藤弥九郎に師事し剣を学ぶ。
慶応元年（1865年）27歳の時に熊谷宿で本陣をつとめる竹井家を継ぎ、14代当主となる。以後、熊谷の発展に尽力する。
政治家としては、明治12年（1879年）に設置された埼玉県会の議員に当選、初代議長に就任する。翌明治13年（1880年）には辞職するが、以後も熊谷の発展に尽くす。
大正元年（1912年）に74歳で死去。熊谷寺に葬られたが、その後、墓地は熊谷市内大原に移動され、市指定史跡となっている。
辞世の句「短夜の水にくづるる篝火かな」。

## 事績
※『熊谷市史 後編』による。
- 防波堤万平出しの築堤
  - 自身の私財を出資して堤塘を復旧した。
- 荒川河川桑園の開拓
  - 吉岡地内の荒地を利用して蚕業の開発を行った。
- 熊谷県庁の招致[4]
  - 明治政府の陸奥宗光に働きかけ、熊谷県を誕生させた。
- 中等教育機関の設置
  - 折逓学舎、暢発学校を熊谷に設置。
- 学生誘掖会創設
  - 学生誘掖会を渋沢栄一等と開設。
- 「玉の池」の整備
- 熊谷の街路の開拓
- 熊谷堤桜樹の栽植